# Closterus extensiramis
Closterus extensiramis är en skalbaggsart som beskrevs av Gilmour 1962. Closterus extensiramis ingår i släktet Closterus och familjen långhorningar.
Artens utbredningsområde är Madagaskar. Inga underarter finns listade i Catalogue of Life.